# 実体経済
実体経済（じったいけいざい、real economy）とは、経済システムのうち消費財や投資財の生産・分配に関わる部分のこと。実体経済から派生する資産経済などは含まない。より、フローに関わるものを指す。また、財市場、労働市場、貨幣市場のうち、特に財市場と労働市場に関わるものを指す。
対義語は資産経済または金融経済。

## 概要
経済のうち、国内総生産（GDP）などで計測される付加価値の生産・分配機構を指す。
資産経済は、この実体経済における金利や物価から派生して成り立つ。資産経済は派生物でありながら、実体経済に深く影響を及ぼす傾向がある。